# Crotalaria socotrana
Crotalaria socotrana är en ärtväxtart som först beskrevs av Isaac Bayley Balfour, och fick sitt nu gällande namn av Mats Thulin. Crotalaria socotrana ingår i släktet sunnhampor, och familjen ärtväxter. Inga underarter finns listade i Catalogue of Life.